# 助高屋高助 (5代目)
五代目 助高屋 高助（すけたかや たかすけ、1900年（明治33年）3月21日 - 1962年（昭和37年）8月30日）は歌舞伎役者。本名、澤村昇。俳名は亀音、屋号は助高屋。
七代目澤村宗十郎の長男として東京浅草今戸に生まれる。1905年（明治38年）東京歌舞伎座で澤村高丸の名で初舞台。子供芝居で活躍、助高屋高丸を経て、1920年（大正9年）正月帝国劇場開場の演目『草摺引』で五代目助高屋高助を襲名し順調な滑り出しを見せた。以後は父について出演したが、肥満体で役柄も限られ、あたら名家の御曹司と生まれながら十二分な活躍が出来ぬまま病気に倒れた。
墓所は多磨霊園(15-1-13)。戒名は「清高院念譽昇道居士」。
長男なので「あんちゃん」と呼ばれていた。弟が五代目澤村田之助、八代目澤村宗十郎。